# Nobelij
Nobelij je kemijski element atomskog (rednog) broja 102 i atomske mase 259. U periodnom sustavu elemenata predstavlja ga simbol No.
Ime je dobio po švedskom kemičaru, otkrivaču dinamita i osnivaču Nobelove nagrade Alfredu Nobelu.